# Hans Filbinger

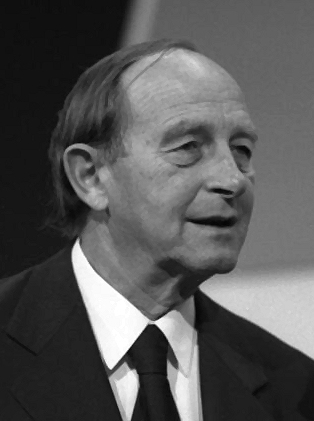
Hans Filbinger (1978)

Hans Karl Filbinger (Mannheim, 15 september 1913 - Freiburg im Breisgau, 1 april 2007) was een Duitse jurist en politicus van de CDU. 
Filbinger was in de jaren 30 enige tijd lid van de SA. In 1937 werd hij lid van de Nationaalsocialistische Duitse Arbeiderspartij. In 1940 meldde hij zich vrijwillig bij de Kriegsmarine. Na de oorlog werkte hij als advocaat en werd in 1960 in de Landdag van Baden-Württemberg verkozen, een post die hij tot 1980 behield. Van 1960 tot 1966 was hij ook minister van Binnenlandse Zaken van deze deelstaat, gevolgd door het minister-presidentschap van Baden-Württemberg van 1966 tot 1978. Hij moest aftreden nadat was onthuld dat hij in de nazitijd als rechter bij omstreden doodvonnissen was betrokken geweest. Later bleek dat de geheime dienst van de communistische DDR een rol had gespeeld in de campagne tegen Filbinger.
Nog in 2004 werd zijn aanwijzing door het deelstaatparlement van Baden-Württemberg als lid van de Bondsvergadering, het college dat de bondspresident kiest, door een aantal politieke partijen en groeperingen uit het linkse spectrum sterk gecontesteerd.
- Gemeinsame Normdatei: 118533037
- International Standard Name Identifier: 0000 0000 8194 3748
- Library of Congress Control Number: n81060731
- MusicBrainz: a63c0825-55d7-416d-993d-550b38d2c116
- Nationale Bibliotheek van Israël: 987007421936605171
- Nederlandse Thesaurus van Auteursnamen: 071349413
- Système universitaire de documentation: 117045829
- Virtual International Authority File: 3262169
- WorldCat: E39PBJxt3wT4FJHMVFhykRgkDq